# Juicio de residencia
Um Juicio de residencia era um processo judicial do direito castelhano e das Leis indianas que consistia que ao término do mandato de um funcionário público, o seu desempenho no cargo fosse objeto de revisão, e aqueles com queixas contra ele tinham direito a uma audiência.  O processo era, em grande parte, um procedimento automático, e não implicava a suspeita prévia de má administração.
O funcionário não era autorizado a deixar o local onde exerceu o seu poder, nem a assumir outro cargo, até a conclusão do inquérito judicial. Geralmente, a pessoa encarregada de dirigir o inquérito, o chamado juez de residencia (juiz de residência), era um indivíduo já nomeado para suceder a posição. As sanções para o funcionário afastado variavam, mas, geralmente, consistia de multas.
O juicio de residencia teve grande importância na administração indiana, talvez por causa das grandes distâncias envolvidas e a dificuldade de fiscalização direta da Coroa. Compreendia desde o vice-rei e os presidentes da Audiência até os alcaides e os alguaciles (funcionários judiciais). Com a entrada em vigor da Constituição Espanhola de 1812, o procedimento deixou de ser aplicado.
A princípio, todos os vice-reis tiveram de passar por um juicio de residencia antes que seu sucessor pudesse tomar posse. Mas no século XVIII, os juicios foram realizados após o vice-rei que deixava o poder retornasse para a Espanha. Durante seis meses, era analisado o grau de cumprimento do vice-rei com as suas instruções e o seu desempenho no mandato era revisto, sendo que muitas informações eram coletadas de diferentes testemunhas.
Outra fórmula que a Coroa usava para controlar seus funcionários, inclusive o vice-rei na sua qualidade de presidente da Real Audiencia, era através de uma inspeção conhecida como visita feita pelo visitador. Este era um inspetor nomeado pelo rei para investigar uma administração particular. Como o juicio, a instituição teve o objetivo de descobrir os abusos cometidos pelas autoridades e de propor as reformas necessárias.